# Uncarina ihlenfeldtiana
Uncarina ihlenfeldtiana är en sesamväxtart som beskrevs av John Jacob Lavranos. Uncarina ihlenfeldtiana ingår i släktet Uncarina och familjen sesamväxter. Inga underarter finns listade i Catalogue of Life.